# Lewis Barnes
Lewis Barnes   (21 de maig de 1955) és un trompetista estatunidenc de jazz.
Lewis Barnes és de Virgínia, va estudiar a la Universitat Howard de Washington, D.C. i va treballar des de la dècada de 1990 en les formacions i projectes de bandes de William Parker, com el seu quartet regular, lOrquestra de Música Creativa Little Huey i Raining on the Moon, també va tocar al William Hooker Sextet, amb Jean-Paul Bourelly, Paul Haines, The Holmes Brothers, Norah Jones, Darius Jones, Jemeel Moondoc` (Spirit House 2000), Steve Swell. En el camp del jazz, va participar en 37 sessions d'enregistrament entre 1986 i 2008. Barnes està influenciat per Miles Davis, Kenny Dorham, Booker Little i Thad Jones. El seu fill Alex Celcis és raper.